# Березинське сільське поселення (Вікуловський район)
Бере́зинське сільське поселення (рос. Березинское сельское поселение) — муніципальне утворення у складі Вікуловського району Тюменської області, Росія.
Адміністративний центр — село Березино.

## Населення
Населення — 704 особи (2020; 725 у 2018, 819 у 2010, 799 у 2002).

## Склад
До складу поселення входять такі населені пункти:
| Населений пункт    | Населення, осіб (2002) | Населення, осіб (2010) |
| ------------------ | ---------------------- | ---------------------- |
| Березино, село     | 289                    | 285                    |
| Боково, село       | 298                    | 288                    |
| Іковське, присілок | 100                    | 123                    |
| Петрова, присілок  | 112                    | 123                    |